# Petri Kivimäki
Petri Kivimäki, född 22 mars 1978 i Helsingfors i Finland, är en finländsk gitarrist. Kivimäki spelar gitarr (både akustisk och elektronisk) i rockbandet Hay And Stone.

## Biografi
Kivimäki började spela gitarr när han var nio år gammal. Från början var musiken en bra hobby, men efter ett tag tog det upp för mycket av hans tid. När Kivimäki var yngre lyssnade han mycket på Bon Jovi, Metallica och Van Halen. En del band inom genren grunge var även viktig under 90-talet, till exempel Nirvana, Pearl Jam och Soundgarden. Kivimäki har varit med i många olika band i Finland, bland annat Korpi Ensembe som släppte deras andra album Trails den 25 oktober 2006.

## Kuriosa
- Kivimäkis intressen är bland annat fotboll, filmer och böcker.